# Kilmuir Parish Church

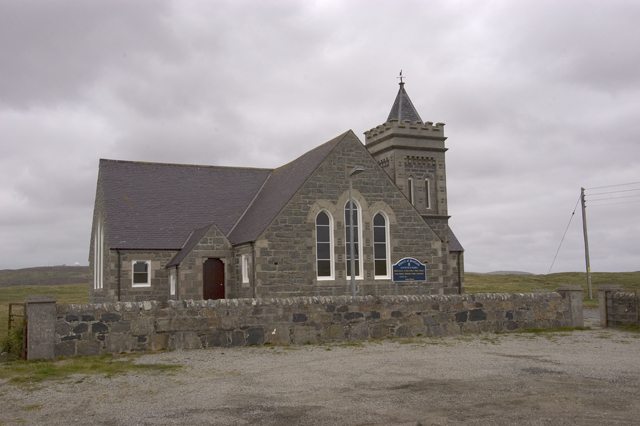
Kilmuir Parish Church

Die Kilmuir Parish Church, auch Kilmuir and Paible Church oder Balranald Church, ist ein Kirchengebäude der presbyterianischen Church of Scotland auf der schottischen Hebrideninsel North Uist. 1980 wurde das Bauwerk in die schottischen Denkmallisten in der Kategorie C aufgenommen. Sie ist nicht zu verwechseln mit der Kilmuir Easter Parish Church in Highland.

## Geschichte
Die Kilmuir Parish Church ersetzte die heutige Kilmuir Old Church, das älteste bekannte Kirchengebäude der Insel. Sie wurde im Jahre 1894 nach einem Entwurf des in Oban ansässigen schottischen Architekten Alexander Shairp errichtet. Im späten 20. Jahrhundert wurde ein Anbau mit Toiletten hinzugefügt. 2019 wurde eine neue Gemeindehalle eingeweiht. Mit Ausnahme von zwei gälischsprachigen Gottesdiensten pro Jahr, werden die Gottesdienste heute in englischer Sprache abgehalten.

## Beschreibung
Das neogotische Kirchengebäude steht zwischen der A865 und dem kleinen Loch nam Magarlan am Ostrand des Weilers Balranald. Sein Mauerwerk besteht aus ungleichmäßig geformten Steinquadern, während die Einfassungen aus Beton gegossen sind. Die Kilmuir Parish Church weist einen T-förmigen Grundriss auf. In den straßenseitig heraustretenden  Kreuzgiebel sind drei Lanzettfenster eingelassen. Portale befinden sich in beiden Innenwinkeln. Das rechte ist zu einem quadratischen Glockenturm fortgeführt. Dieser ist je Fassade mit gepaarten Lanzettfenstern ausgeführt. Er schließt mit einem zinnenbewehrten Kranzgesims und schiefergedeckten Pyramidendach.